# Niemegk
Niemegk là một đô thị thuộc huyện Potsdam-Mittelmark, bang Brandenburg, Đức.